# Modermühl
Modermühl ist ein kleiner Ort im Salzachtal im Land Salzburg und gehört zur Gemeinde Kuchl, im Bezirk Hallein (Tennengau).

## Geographie
Der Ort befindet sich etwa 7 Kilometer südöstlich von Hallein, gut 2½ Kilometer nordöstlich von Kuchl hinter dem Georgenberg.
Die Rotte Modermühl liegt am Fuß das Langenbergs, der Talschulter des Hohen Firsts der Osterhorngruppe bei St. Koloman, auf um die 480 m ü. A. Höhe.
Die Ortslage umfasst 3 Adressen (Georgenberg 85–87).
Vom Ort rinnt der kleine, etwa 800 Meter lange Modermühlbach (Ofenlochbach) dem Schöllbach und dann der Salzach zu. Nördlich von Modermühl nennt man den Langenberg Außerbühel, südlich  Langbühel .
| Hof         |                                             | Urban (O Taugl, Gem. St. Koloman)         |
| Wenglippen  | Kompassrose, die auf Nachbargemeinden zeigt | Lanz (O Oberlangenberg, Gem. St. Koloman) |
| Georgenberg | Doser in Georgenberg                        |                                           |

## Geschichte und Sehenswürdigkeiten
Der Ortsname steht wohl zu Moos ‚Feuchtwiese‘. Der zweite Name des Bachs, Ofenlochbach, steht zu Ofen ‚felsige Hohlform‘ (auch ‚Höhle‘), wohl in Bezug zu Eintalung im Langenberg bei Modermühl. Das Wort könnte slawische Wurzeln haben, wie sie hierorts auch für Golling vermutet werden, und dort auch bei Ofenau vorkommt.
Die namensgebende Modermühle steht noch, eine alte, revitalisierte Mühle am Bach  im Wald.
Unterhalb des Orts liegt am Modermuehlbach das Freimoos, ein geschützter Landschaftsteil.